# Джамбай
Джамбай (узб. Jomboy / Жомбой) — город, административный центр Джамбайского района, Самаркандской области, Республики Узбекистан.

## История
Был основан в позднем средневековье в результате оседания полукочевых племён. Преимущественно здесь жили узбеки-кунграты, а также узбеки-кырки, узбеки-юзы. В 1977 году получил статус города.

## География
Общая площадь города составляет 0,55 км². Находится в 13 км от Самарканда. В городе расположена одноимённая железнодорожная станция (на линии Самарканд — Джизак).

## Население
По состоянию на 2013 год, население составляет около 33 000 человек (в Джамбайском районе проживает около 148 000 человек).
| 1979 | 1989   |  |
| ---- | ------ |  |
| 9350 | 11 308 |  |

 Перепись-1989г.

## Промышленность
В городе размещены предприятия лёгкой и пищевой промышленности, есть производство стройматериалов.

## Образование и культура
В городе имеются:
- 4 общеобразовательные школы,
- колледж обслуживания и сервиса,
- Научный институт изучения акрологии и паразитологии,
- культурный центр,
- центральная городская больница,